# Miami Vice
Miami Vice este un serial american polițist, câștigător al premiilor Emmy, în care detectivii Crockett și Tubbs, două caractere foarte diferite, fac echipă pentru a prinde bandele de infractori și traficanți de droguri din sudul Floridei. Este deja un serial clasic, realizat cu multe efecte vizuale și sonore.
Primul sezon a rulat în 1984, iar serialul a continuat până în 1989. Un an mai târziu a rulat în Statele Unite ale Americii, fiind prezentate doar episoadele care nu au rulat în primul sezon. Noutatea acestui serial au fost efectele muzicale, care au introdus chiar un nou curent în această industrie. În presa vremii, serialul a strâns aprecieri de genul "primul serial intr-adevăr diferit, altfel de când s-a inventat televiziunea color" (revista People).
Regizorii serialului au fost David Anspaugh, Daniel Attias, Gabrielle Beaumont, Craig Bolotin, Georg Stanford Brown, scenariștii James Becket, Michael Berlin, David Black, Craig Bolotin, Maurice Hurley, iar muzica a fost semnată Jan Hammer, John Petersen, Tim Truman. Din distribuție au făcut parte Don Johnson (James 'Sonny' Crockett), Philip Michael Thomas (Ricardo Tubbs), Edward James Olmos (Martin Castillo), Saundra Santiago (Gina Navarro Calabrese)
sau Olivia Brown (Trudy Joplin).